# Северни Кент (острво)

Острво Северни Кент (енгл. North Kent Island) је једно од острва у канадском арктичком архипелагу. Острво је у саставу канадске територије Нунавут, близу острва Елсмир. 
Површина износи око 590 km².
Острво је ненасељено.